# Museo Gemológico de la Concha y el Caracol
El Museo Gemológico de la Concha y el Caracol es una institución cultural y educativa ubicada en Managua, Nicaragua, dedicada a la exhibición, conservación y divulgación de materiales gemológicos y biológicos, centrados en la concha marina y el caracol, sus derivados, usos artísticos y valor ornamental.

## Historia y propósito
El museo fue fundado como una iniciativa privada orientada a la conservación de objetos naturales y su interpretación desde una perspectiva científica, estética y cultural. Su colección proviene en su mayoría de aportes particulares y ha sido desarrollada con fines educativos y de sensibilización ambiental.

## Colección
La colección del museo incluye:
Conchas marinas de diferentes océanos
Caracoles tropicales y exóticos
Perlas naturales y cultivadas
Piezas talladas y ornamentales con aplicaciones gemológicas
Objetos tradicionales que emplean materiales marinos
Los especímenes son acompañados por fichas explicativas, mapas de distribución geográfica y datos sobre hábitat y conservación.

## Actividades
El museo organiza:
Talleres y charlas sobre malacología y gemología
Exposiciones temporales sobre biodiversidad marina
Programas para escuelas y universidades
Actividades de sensibilización ambiental sobre ecosistemas acuáticos

## Importancia
Este museo es único en su tipo en Nicaragua y destaca por unir el estudio de la naturaleza marina con la apreciación estética de sus productos. Contribuye a la educación ambiental y a la valoración del patrimonio biológico y artesanal del país